# 佐々木洵樹
佐々木 洵樹（ささき じゅんき、1991年6月14日 - ）は、日本の男性プロボクサー。元キックボクサー。北海道旭川市出身。元帝拳ジム所属。POWER OF DREAM所属。
第5代Krushバンタム級王者。日本松濤館空手道連盟有段者。パーソナル ボクシング・キックボクシング&隠れ家よもぎ蒸しサロン「Ulu」代表。

## POWER OF DREAM
ジム所属選手には、OPBF東洋太平洋スーパーバンタム級王者、WBO世界バンタム級王者の武居由樹、第3代K-1 WORLD GPフェザー級王者の江川優生、極真会館世界6位星龍之介、初代K-1 WORLD GPクルーザー級王者のシナ・カリミアン、第10代Krushスーパーフェザー級王者の中島千博らがいる。

## 来歴
ボクシングで東洋太平洋のランカーになると、
キックボクシング団体、Krushに主戦場を変えた。
元々シルバーウルフでキックボクシングの経験もあり、RISEのアマチュア大会にも出場していた
Krush初参戦では三連勝中の、林勇汰対戦し蹴りに苦戦することなくサウスポーからロー・ミドルと蹴りで先制。2R、リーチと上背で勝る佐々木は右ジャブを連続で打ち、そこから前蹴り、左ストレートを飛ばし林を容易に近づけさせない。離れた距離でも佐々木は左ミドルを放ってヒット。さらに佐々木はバックブローも見せる。佐々木はジャブだけでなく前蹴りも巧みに使い、林の左フックの内側を右ショートフックで抜きフラつかせる。
3R飛び膝などを魅せ、林の右ストレートをダッキングでかわして当てさせず、佐々木は試合を終える。判定は30-29、30-28、30-28の3-0で佐々木。ボクシングからの転向初戦、Krushデビュー戦で高い技術を見せ勝利した。
2戦目、Krush.103では萩原秀斗ローに合わせた左ストレートでダウンを奪う。1R 2分51秒（3ダウン：右フック）で立ち上がった萩原にロープを背負わせ、佐々木はやはり左ストレートを合わせて2度目のダウンをスタンディングダウンで与える。
佐々木はさらに左ストレートでとらえ、左ミドルから返しの右フックで3度目のダウンを与え、1Rで試合を決めた。
マイクでは「みなさん、こんばんは。パワーオブドリームの佐々木です。プロボクシングから転向して2戦目ですけど、本当にキツい練習をやってきたので、少し形になったかと思いますタイトルマッチ、53㎏で狙っていくのでよろしくお願いします。パワーオブドリーム、よろしくお願いします」と述べた。
自分を拾ってくれたPOWER OF DREAMと古川会長にベルトを獲って恩返ししたい」
ボクシングからKRUSH参戦を決めるきっかけになったのも会長のおかげというか、出会ってなかったらキックボクシングももちろんやってない
し、もしかしたらもう格闘技は辞めていたかもしれない。
こうしてキックを始めてKRUSHに参戦するようになったのも会長との出会い、PODとの出会いがあったからですね。と述べている
Krush参戦からわずか3戦目でタイトルマッチに上り詰めた。相手はK-1 GYM SAGAMI-ONO KREST所属の武尊の後輩、第4代Krushバンタム級王者の晃貴。
1R、佐々木はゴングからすぐ前に出て間合いを詰めるとサウスポーからの左ストレート。晃貴を懐に入れさせない。晃貴が入ってこようとすると、佐々木は左クロスで脅かす。ラウンド終盤、晃貴は圧力を強めて前に出るが、佐々木はこれをグッと押し返す。
2R右ボディフックを打ち、晃貴が入って来ようとすると左クロスで進入を阻む。そして晃貴の前蹴りの直後に左ストレートを合わせダウンを奪う。
3R、佐々木は右ジャブを突きながら右回り。左右フックを晃貴に見舞い、晃貴が打ち返してきてもその内側をフックで打ち抜く。リーチで劣る晃貴だが、佐々木の懐に入ることができずパンチが届かない。右インローで佐々木の体勢を大きく崩した晃貴はそこから攻めて出るが、佐々木のダッキング・ボディワークにパンチが空を切る。判定30-28、30-28、29-28の3-0で佐々木。パワーオブドリームに3本目のベルトをもたらした。
5月のK-1横浜武道館大会が不完全燃焼の試合に終わり、試合後には引退を示唆した佐々木。しかし学生時代の卒業文集に記された夢「K-1王者になる」に支えられ、再びリングに立つと決意した。過去の自分からのエールに「K-1という舞台に立つ気持ちをもう一度思い出して奮い立った」
第3代 K-1WORLD GPバンタム級トーナメントに出場。
一回戦の相手は内田晶と対戦が決まった。
トーナメントには玖村将史、金子晃大、璃明武、佐々木と、K-1スーパーバンタム級四天王と呼ばれている三人も出場している。
トーナメントでは一日に3試合をしなければならない中、内田晶との対戦、本線では決着がつかず延長に突入。
過酷でキツイ一回戦となったが勝利した。
準決勝は玖村将史と対決。
玖村は一回戦をKOで勝ち上がって来ており、延長戦をした佐々木とは差が出て、プロ初の黒星。

### Last ring
2023年7月22日、Krush.151で引退セレモニーを行った。
古川会長、元K-1フェザー級王者江川優生、Krushフェザー級王者中島千博らが花束の贈呈を行った。
続いて、ボクシング時代に所属していた帝拳ジムのトレーナーと同期の選手、実母、妻、息子など沢山の人に見守られながら引退セレモニーを行った。
マイクでは「15歳で、K-1王者になりたくてキックボクシングを始めて、その後に帝拳ジムに入門。ボクサーとして10年やって、日本ランキングに入ったのですが、また夢を追いかけたくてK-1の道に行きました」とK-1ファイターになった経緯を話した。
「一番良かったのは王者になれたことですが、色んな方と触れ合えて普通では味わえない世界を見れたのが自分の誇り。帝拳のトレーナーもキックボクシングに転向して、ほとんど連絡をとってなかったんですが、二つ返事で来てくれたので嬉しかったです。これから夢を持った選手や世間に格闘技の素晴らしさを伝えていきたいです。息子にも夢之力、何でもいいのでやってもらおうと思います。自分もこれから夢之力で頑張ろうと思います」
10カウント、ゴングが鳴らされ現役を終えた。

### 引退後
引退後はシュガーフィットボクシングジム、TARGETSHIBUYA、POWER OF DREAM、そして出張パーソナルで都内や地方、会社や自宅様々な場所でキックボクシングの指導をしていた。

### キックボクシングジム
引退から約2年半たち、念願のパーソナルボクシング、キックボクシングジムをオープン。
パーソナル ボクシング・キックボクシング&隠れ家よもぎ蒸しサロン「Ulu」をオープン

## 戦績
- プロボクシング：23戦19勝（7KO）4敗

| 戦           | 日付           | 勝敗 | 時間 | 内容    | 対戦相手                         | 国籍       | 備考           |
| ------------ | -------------- | ---- | ---- | ------- | -------------------------------- | ---------- | -------------- |
| 1            | 2009年2月21日  | ☆    | 4R   | TKO     | 夏井 秀司(東海)                  | 日本       | プロデビュー戦 |
| 2            | 2009年7月14日  | ☆    | 4R   | 判定3−0 | 川下 直人（角海老宝石）          | 日本       |                |
| 3            | 2009年12月5日  | ☆    | 4R   | 判定3−0 | 堤箸 弘幸(宮田)                  | 日本       |                |
| 4            | 2010年3月31日  | ☆    | 4R   | 判定3−0 | 蓮見 宗昭(西城)                  | 日本       |                |
| 5            | 2010年05月21日 | ★    | 4R   | 判定2−1 | 岩崎悠輝(新開)                   | 日本       |                |
| 6            | 2010年11月6日  | ☆    | 4R   | 判定3−0 | 関戸祐介(博多協栄)               | 日本       |                |
| 7            | 2011年3月5日   | ☆    | 2R   | TKO     | 佐々木功(岐阜ヨコゼキ)           | 日本       |                |
| 8            | 2011年6月4日   | ☆    | 2R   | TKO     | 伊藤 淳郎(折尾)                  | 日本       |                |
| 9            | 2011年11月6日  | ☆    | 6R   | 判定2−0 | 岡畑 良治(セレス)                | 日本       |                |
| 10           | 2012年2月4日   | ☆    | 6R   | 判定3−0 | 高橋 慎弥(岐阜ヨコゼキ)          | 日本       |                |
| 11           | 2012年8月4日   | ☆    | 8R   | TKO     | 古藤 功徳(折尾)                  | 日本       |                |
| 12           | 2013年2月2日   | ☆    | 6R   | TKO     | 長濱 慎吾(セレス)                | 日本       |                |
| 13           | 2013年6月1日   | ★    | 8R   | 判定0−3 | 荒井 遼晴（角海老宝石）          | 日本       |                |
| 14           | 2014年6月7日   | ☆    | 8R   | 判定3−0 | 丸岡 航平(VADY)                  | 日本       |                |
| 15           | 2014年10月14日 | ☆    | 8R   | 判定3−0 | 草野 慎悟(ヨネクラ)              | 日本       |                |
| 16           | 2015年4月13日  | ★    | 8R   | 判定0−3 | 竹中良(三迫)                     | 日本       |                |
| 17           | 2015年10月3日  | ☆    | 8R   | 判定3−0 | 小澤有毅(筑豊)                   | 日本       |                |
| 18           | 2016年2月6日   | ☆    | 2R   | TKO     | チョークサウィー・チャムナンタン | タイ       |                |
| 19           | 2016年7月2日   | ☆    | 8R   | 判定3−0 | 杉山 令耕(岐阜ヨコゼキ)          | 日本       |                |
| 20           | 2016年12月12日 | ☆    | 8R   | 判定3−0 | 玉川 裕大(渡嘉敷)                | 日本       |                |
| 21           | 2017年6月25日  | ☆    | 5R   | TKO     | キル・サンフ                     | 韓国       |                |
| 22           | 2017年12月2日  | ☆    | 8R   | 判定3−0 | ウィー・カンポス                 | フィリピン |                |
| 23           | 2018年6月2日   | ★    | 8R   | 判定1−2 | 佐川遼(三迫)                     | 日本       |                |
| テンプレート |                |      |      |         |                                  |            |                |

### キックボクシング
| キックボクシング 戦績 | キックボクシング 戦績 | キックボクシング 戦績 | キックボクシング 戦績 | キックボクシング 戦績 | キックボクシング 戦績 | キックボクシング 戦績 |
| --------------------- | --------------------- | --------------------- | --------------------- | --------------------- | --------------------- | --------------------- |
| 8 試合                | (T)KO                 | 判定                  | その他                | 引き分け              | 無効試合              |                       |
| 7 勝                  | 1                     | 6                     | 0                     | 0                     | 0                     |                       |
| 1 敗                  | 1                     | 0                     | 0                     | 0                     | 0                     |                       |

| 勝敗 | 対戦相手                   | 試合結果                        | 大会名 | 開催年月日     |
| ×    | 玖村将史                   | 1R 1:37 KO (左フック)           | K-1 WORLD GP 2022 JAPAN ～第3代スーパー・バンタム級王座決定トーナメント～ 【K-1 WORLD GP 第3代スーパー・バンタム級王座決定トーナメント準決勝】 | 2022年2月27日  |
| ○    | 内田晶                     | 延長判定3-0                     | K-1 WORLD GP 2022 JAPAN ～第3代スーパー・バンタム級王座決定トーナメント～一回戦                                                                | 2022年2月27日  |
| ○    | ラット・エイワスポーツジム | 3R終了判定3-0                   | K-1 WORLD GP 2021 JAPAN～K-1バンタム級日本最強決定トーナメント～                                                                               | 2021年5月30日  |
| ○    | 璃明武                     | 3R終了判定3-0                   | K-1 WORLD GP 2020 JAPAN～K-1冬の大一番～ | 2020年12月13日 |
| ○    | 龍斗                       | 3R終了判定2-0                   | krush.116 | 2020年8月29日  |
| ○    | 晃貴                       | 3R終了判定3-0                   | Krush.107【Krushバンタム級タイトルマッチ】 | 2019年11月8日  |
| ○    | 萩原秀斗                   | 1R 2分51秒（3ダウン：右フック） | krush.103 | 2019年7月21日  |
| ○    | 林勇汰                     | 3R終了判定3-0                   | krush.98 | 2019年2月16日  |

## 獲得タイトル
キックボクシング
- 第5代Krushバンタム級王者
- K-1 WORLD GP第3代スーパー・バンタム級王座決定トーナメント第三位

プロボクシング
- 元東洋太平洋フェザー級13位
- 元日本フェザー級7位

空手道
- 第2回空手之道長野全国大会優勝。

## 表彰
- K-1AWARDS2022 功労賞